# Top Girl
Top Girl는 대한민국의 가수 G.NA의 두 번째 EP 앨범이다. 2011년 8월 23일 유니버설 뮤직 그룹을 통해 발매되었고, 타이틀곡은 동명의 수록곡 "Top Girl"이다.

## 작업 및 발매
G.NA는 데뷔 이후 최초로 수록곡 "Banana"의 작사에 참여했고, 앨범의 의상, 로고, 음악 스타일 그리고 녹음의 모든 과정에 직접 참여했다. 타이틀곡 "Top Girl"은 김도훈과 이상훈 프로듀서가 공동으로 작곡했고 휘성이 작사를 맡았다.
G.NA는 앨범 발매에 앞서 수록곡 "Banana"를 선보였지만, MBC에서 "가사의 비속어, 선정성이 문제가 됐다"며 방송금지 처분을 내렸다. 그럼에도 불구하고, 큐브 엔터테인먼트 측에서는 방송금지 처분과 무관한 일이라며 2011년 8월 19일 "Banana"의 티저 영상을 공개했다. 8월 22일에는 LG 전자 사이트를 통해 동명의 타이틀곡 "Top Girl"의 티저 영상과 평소일상생활을 컨셉으로한 재킷 사진을 공개했다. 다음 날인 23일에는 공식 유튜브 채널을 통해 "Top Girl"의 음원과 뮤직비디오를 공개했다. 두 번째 EP 앨범 Top Girl은 본래 2011년 8월 16일 발매될 예정이였지만, 뮤직비디오의 3D 촬영 등 추가 촬영으로 인해 23일로 발매가 미루어졌다.

## 평가
이즘의 황선업은 영향력이 전혀 느껴지지 않는 일부만의 즐길 거리가 되었다며 "장기적인 안목은 배제한 채 한치 앞의 결과에만 치중한 느낌이다. 나쁘진 않지만 잘 부른다 하기에도 애매한 가창력, 무난한 음색을 구조해 내지 못한 특색 없는 구성과 편곡 등은 알맹이 없이 겉치장에만 신경 쓰고 있다는 것을 증명한다. 그렇기에 감상 후 남는 여운의 유통기한도 짧을 수밖에 없다"고 평가했다.

## 공연
G.NA는 2011년 8월 25일 도쿄에서 열린 유타이티드 큐브 콘서트에서 "Top Girl"을 처음으로 선보였고, 다음 날 26일 KBS 《뮤직뱅크》를 통해 처음으로 한국에서 컴백 무대를 가졌다. 27일 《음악중심》에서는 "Without you"와 "Top Girl"을 공연하며 컴백했다.

## 수록곡
1. Top Girl
2. Banana(Feat. Swings, JC 지은)
3. 싫어
4. Without you
5. Icon

## 차트
| 차트 (2011)                   | 최고 순위 |
| ----------------------------- | --------- |
| 대한민국 빌보드 코리안 핫 100 | 4         |
| 대한민국 가온 디지털 종합차트 | 4         |
| 대한민국 가온 다운로드 차트   | 3         |
| 앨범 차트                     | 순위      |
| 대한민국 가온 앨범차트        | 6         |